# The Fall Guy (computerspel)
The Fall Guy is een videospel voor de Commodore 64 en de Commodore 128. Het spel werd uitgebracht in 1984. 